# Museo Savickij
Il Museo Savickij, o più propriamente il Museo Statale delle Arti della Repubblica di Karapalkstan, intitolato a I.V. Savickij (in uzbeco Қорақалпоғистон давлат санъат музейи?, Qoraqalpogʻiston davlat sanʼat muzeyi; in russo Государственный музей искусств Республики Каракалпакстан имени И. В. Савицкого?, Gosudarstvennyj muzej iskusstv Respubliki Karakalpakstan imeni I. V. Savickogo), si trova a Nukus, nella regione del Karakalpakstan, in Uzbekistan. Possiede la seconda più grande collezione al mondo di opere d'arte d'avanguardia russa, nonché gallerie di antichità e di arte popolare dei Caracalpachi. In totale, nella collezione del museo ci sono più di 82.000 oggetti. Il museo è stato descritto da The Guardian come il Louvre dell'Uzbekistan.

## Storia del museo

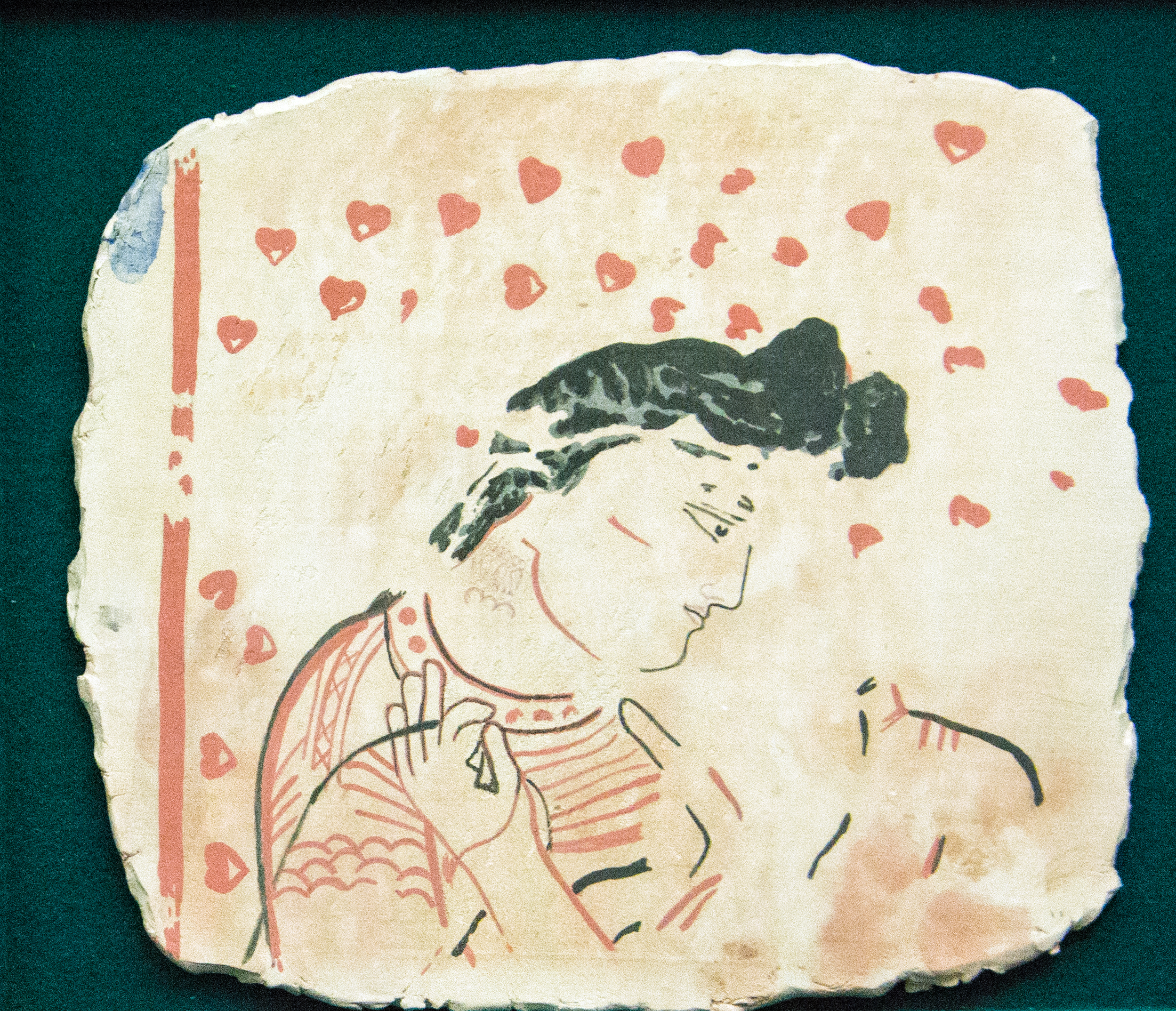
Pittura murale trovata a Toprak-Kala (II-III secolo d.C.). Museo d'arte di Nukus.

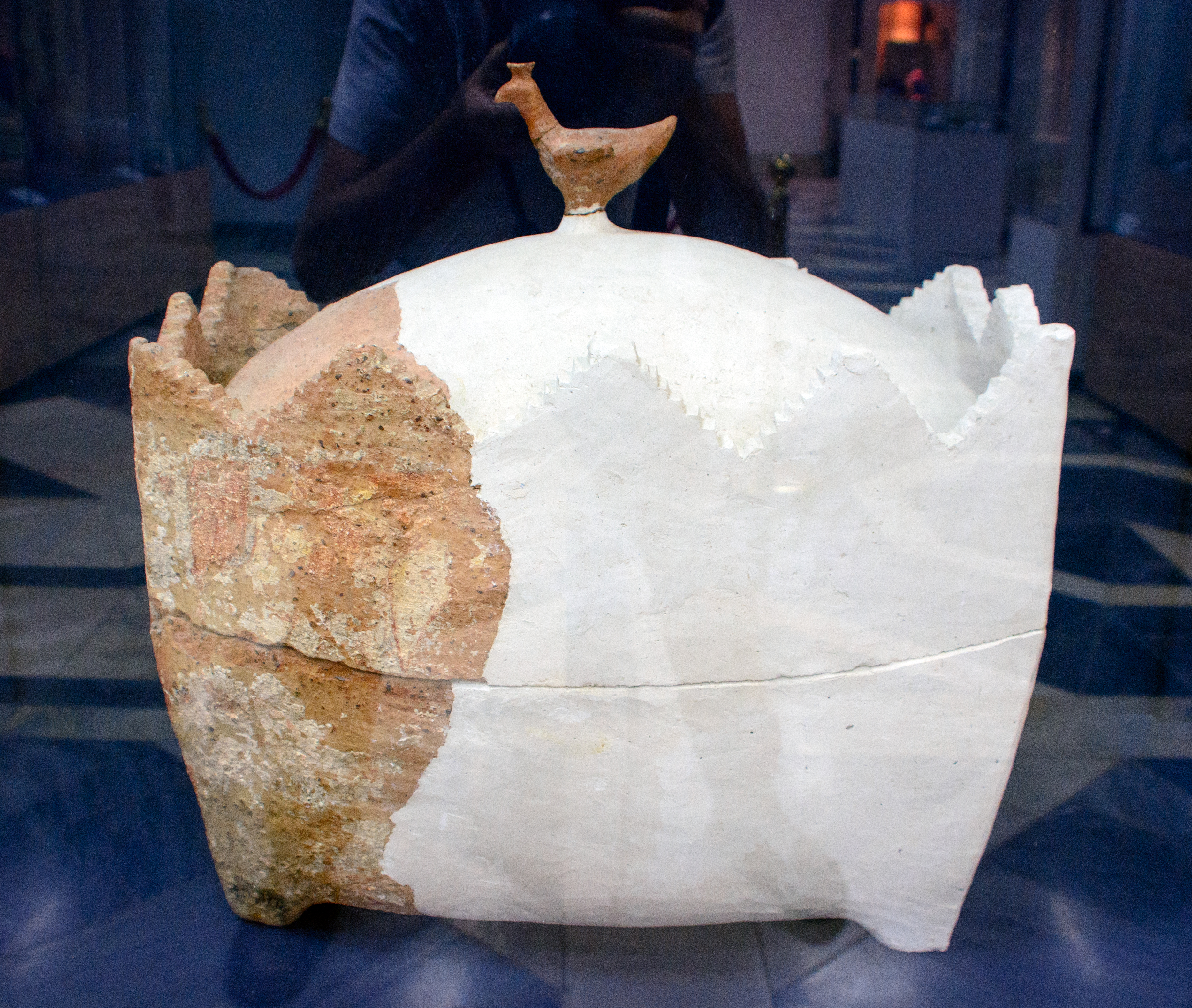
Ossario zoroastriano, Karakalpakstan Chilpyk, Torre del silenzio (dakhma) I sec. a.C.-I sec. d.C.

Il Museo d'arte di Nukus fu fondato nel 1966 per volere di Igor' Savickij, che divenne il suo primo curatore. Inizialmente esponeva reperti archeologici del Karakalpakstan, comprese le fortezze della Corasmia, le copie di antichità classiche e di arte popolare del Karakalpakstan. La maggior parte di ciò che vi è esposto fu raccolto dallo stesso Savitsky.
Volendo ispirare la successiva generazione di artisti caracalpachi, iniziò a collezionare le opere di artisti moderni dell'Asia centrale. Acquisì anche opere d'arte di artisti russi che avevano dipinto o erano stati influenzati dall'Asia centrale. Queste includevano opere legate al costruttivismo, al cubismo, al futurismo e al neo-primitivismo che erano state bandite da Stalin negli anni '30 e considerate forme d'arte degenerate. Le autorità del Karakalpakstan  pur avendo "una certa consapevolezza" di ciò che Savitsky stava acquisendo, non ostacolarono mai il suo lavoro di curatore.
La stragrande maggioranza delle opere raccolte da Savitsky non è mai stata esposta nel museo. Fu solo con la Perestrojka nel 1985, un anno dopo la sua morte, e con l'indipendenza dell'Uzbekistan nel 1991, che ci rese conto della vastità della collezione.
Nel 2003 fu costruito un nuovo edificio per ospitare il Museo d'arte di Nukus e da allora il sito è stato ampliato con due edifici aggiuntivi. Questi oltre ad uno spazio espositivo aggiuntivo, hanno anche un archivio ed un deposito.

## Arte d'avanguardia
La collezione d'arte d'avanguardia del Museo d'arte di Nukus è una delle più pregiate al mondo, seconda per dimensioni solo a quella del Museo russo di San Pietroburgo. In totale, il museo ha circa 10.000 opere d'arte d'avanguardia, tra cui dipinti, stampe, sculture e illustrazioni.
Il museo ha circa 100 dipinti di Aleksandr Volkov, più di qualsiasi altro museo al mondo. Considerato il padre dell'avanguardia uzbeka, Volkov sperimentò il cubismo e il costruttivismo. Solo uno di questi dipinti raggiungerebbe all'asta fino a 2 milioni di sterline.
Il museo ha anche 1.000 dipinti, schizzi e lavori in corso d'opera di Tarasov e 400 dipinti e 1.600 grafici di Stavrovskij. Ural Tansykbaev, artista popolare dell'URSS, è ben rappresentato: si interessava al fauvismo e all'espressionismo francese, ma era anche un artista di guerra e produceva disegni per il balletto. Le uniche opere d'arte sopravvissute conosciute di Vladimir Lysenko, (incluso "Il Toro", che è diventato l'emblema del museo), sono tutte di proprietà del museo ed esposte.
Molti degli artisti il cui lavoro è esposto al Museo d'arte di Nukus furono epurati da Stalin. Nikolaev fu arrestato per la sua sessualità, Kurzin fu imprigionato ed esiliato per propaganda antisovietica, e Solokov fu sepolto in un campo di lavoro. Lysenko fu arrestato e confinato in un manicomio per gran parte della sua vita a causa della sua arte. Il loro lavoro doveva essere distrutto, ma Savitsky ne riconobbe l'importanza artistica e politica e si assicurò che fosse salvato.

## Curatori
Il pittore, archeologo e collezionista russo, Igor' Savickij, visitò per la prima volta il Karakalpakstan nel 1950 per partecipare alla spedizione archeologica ed etnografica della Corasmia. In seguito si trasferì a Nukus, la capitale del Karakalpakstan, e raccolse una vasta collezione di gioielli, tappeti, monete, vestiti e altri manufatti del Karakalpak. Savitsky convinse le autorità del Karakalpak dell'importanza di istituire un museo statale a Nukus e quando fu aperto ne fu nominato il primo curatore. Fu Savitsky ad accumulare la straordinaria collezione d'arte d'avanguardia del museo, rischiando la propria vita e la propria libertà per acquisire opere d'arte vietate.
Marinika Babanazarova subentrò a Savitsky come curatrice del museo nel 1984. Babanazarova fu licenziata dal museo in modo controverso nel 2015 ma risolse le divergenze con la Art & Culture Development Foundation e fu membro della giuria per nominare Tigran Mkrtychev alla carica di direttore nel 2019.
Gulbahar Izentaeva sostituì Marinika Babanazarova come direttrice e curatrice del museo.
Tigran Mkrtychev è un archeologo e storico dell'arte russo che conosceva personalmente Igor Savitsky.

## Amici del Museo di Nukus
Istituito inizialmente a Tashkent come gruppo informale all'inizio degli anni '90 e successivamente registrato in Karakalpakstan come organizzazione non governativa (ONG) nel 2001, il Museo degli Amici di Nukus (FoNM) è una piccola, ma dedicata rete internazionale di promotori e sostenitori. Nel 2007 fu ricostituita come Amici della Fondazione del Museo di Nukus, con sede nei Paesi Bassi.